# Dusona murarii
Dusona murarii är en stekelart som först beskrevs av Gupta 1987.  Dusona murarii ingår i släktet Dusona och familjen brokparasitsteklar. Inga underarter finns listade i Catalogue of Life.